# Rose of Washington Square
Rose of Washington Square is een Amerikaanse musicalfilm uit 1939 onder regie van Gregory Ratoff. De film is losjes gebaseerd op het leven van Fanny Brice en werd destijds in Nederland uitgebracht onder de titels Washington Square en De roos van Washington Square.

## Verhaal
De film speelt zich af in New York in de jaren 20. Ted Cotter werkt als zanger in de vaudeville en loopt op een avond in een kleine theater zangeres Rose Sargent tegen het lijf. Hij ziet potentie in haar en nadat hij bekendheid verwerft besluit hij op te treden als haar manager. Vanwege zijn connecties groeit ze uit tot een succesvolle artieste bij de Ziegfeld Follies, een bekende revue op Broadway. Ze is echter niet verliefd op hem, maar op zwendelaar en gokker Bart Clinton.

## Rolverdeling
| Acteur           | Personage                 |
| ---------------- | ------------------------- |
| Tyrone Power     | Barton Dewitt Clinton     |
| Alice Faye       | Rose Sargent              |
| Al Jolson        | Ted Cotter                |
| William Frawley  | Harry Long                |
| Joyce Compton    | Peggy                     |
| Hobart Cavanaugh | Whitey Boone              |
| Moroni Olsen     | Burgemeester Buck Russell |
| E.E. Clive       | Barouche Driver           |
| Louis Prima      | Bandleider                |

## Achtergrond
Aanvankelijk zou Roy Del Ruth de regie op zich nemen, maar vanwege meningsverschillen met de studio trok hij zich terug. Eddie Cantor zou de hoofdrol hebben moeten vertolken, maar werd ook vervangen. Marie Wilson werd gecast als Peggy, maar moest zich na vier dagen op de set terugtrekken vanwege ziekte.
Fanny Brice was niet blij met de film: ze klaagde de studio aan voor aantasting van haar imago, onrechtvaardig gebruik van haar levensverhaal en inbreuk op haar privacy. De zaak werd buiten de rechtszaal opgelost; Brice ontving tussen de $30.000 en $40.000.